# Fabiusbågen
Fabiusbågen (latin: Fornix Fabianus) var en triumfbåge i antikens Rom. Den uppfördes av konsuln Quintus Fabius Maximus Allobrogicus år 121 f.Kr. för att hugfästa minnet av hans seger över arvernerna och allobrogerna i Gallien. Bågen stod i närheten av Regia vid Via Sacra på Forum Romanum. Bågen, som var den första att uppföras på Forum Romanum, hade på toppen en staty föreställande Fabius.
Fabiusbågen var en av tre triumfbågar som uppfördes under den romerska republikens tid; de två övriga var Lucius Stertinius båge (196 f.Kr.) och Scipio Africanus båge (190 f.Kr.). Fabiusbågen restaurerades år 56 f.Kr.